# Autozam Revue
Autozam Revue（日语： Ōtozamu rebyū）是日本馬自達汽車公司於1990年至1998年間製造，冠上副品牌「Autozam」並於該經銷商體系販售的微型（subcompact）四門次緊湊型車。因馬自達的多品牌策略失利，該款車自1994年起改稱馬自達Revue。這部車也外銷到歐洲、澳大利亞、智利及其他地區，車名為馬自達121，取代以福特Festiva為基礎而開發的舊世代121。
所使用的DB平台承襲自舊型DA平台，且後來延續成DW平台給第一代Demio使用。動力來源有兩具引擎：1.3L直列四缸B3型引擎（最大馬力76ps）、1.5L直列四缸B5-MI型引擎（最大馬力88ps），直到停產前都沒有變動；這一點與搭載SOHC 16閥門多點燃油噴射引擎的雙生車款福特Festiva完全不同。驅動方式為前置前驅，變速系統可分四速自動排檔及五速手動排檔。
外觀方面，延續了第二代Carol的圓潤設計概念，但是後行李廂特別短，故自稱為「2.5廂轎車」。另外，這款車也配備了像雙生車款福特Festiva受歡迎的車頂篷裝置，而且開口面積加大，故這種前後雙開式的電動車頂篷成為其特徵之一。這款車以女性車主為目標對象，車身雖短小但能乘坐四個大人，適合作為都會區裡的移動工具。這種符合消費者需求的設計理念，獲得了很好的評價。
海外銷售的車名為馬自達121，推出後基於前述的設計理念也獲得高人氣，在歐洲還可加價選配手動式摺疊帆布天窗，不僅可以由前往後、由後往前，甚至可以雙向開啟。可惜的是售價設定介於另一款外銷車Xedos 6與高級車Xedos 9之間，偏高的價格抑制了銷售成績。1996年第一代Demio推出時馬自達整併旗下副品牌，改以馬自達Revue之名銷售，最終在1998年6月停止生產。
1990年代早期德國糖果公司哈瑞寶為了刺激買氣，找上馬自達汽車推出限量1,000輛的「Goldy Limited Edition」。此款特仕車委託著名的Hofele-Design進行改造，除了金黃色的車身塗裝，尚有帶著軟糖熊圖案的MOMO (公司)方向盤、後車窗遮陽簾、輪轂罩等。此外，每一輛特仕車分配到100包哈瑞寶軟糖以及1隻大絨毛玩具熊。這1,000輛特仕車被當成抽獎活動的獎品，僅限德國、奧地利、瑞士等德語系國家。

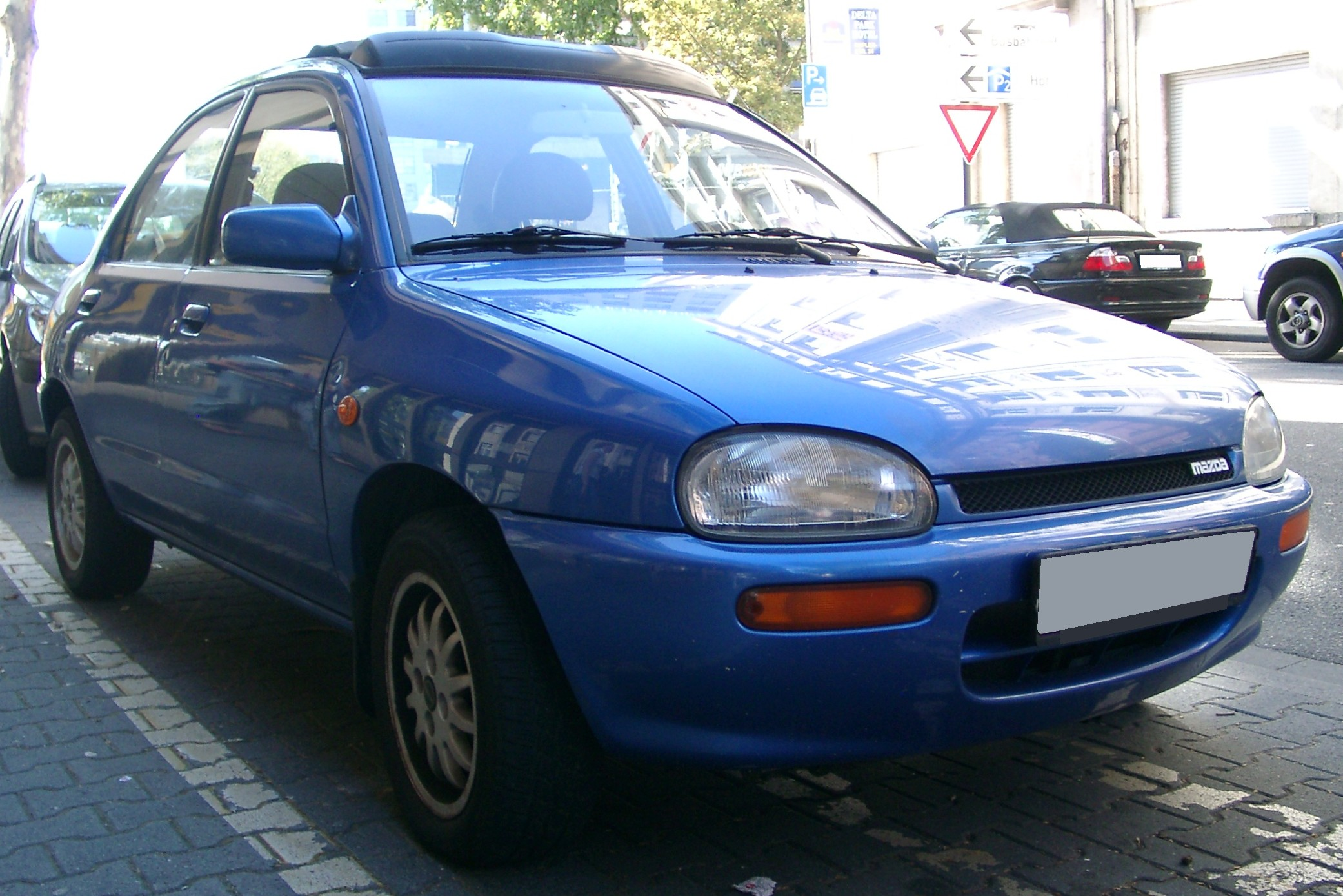
馬自達121車頭（歐規）
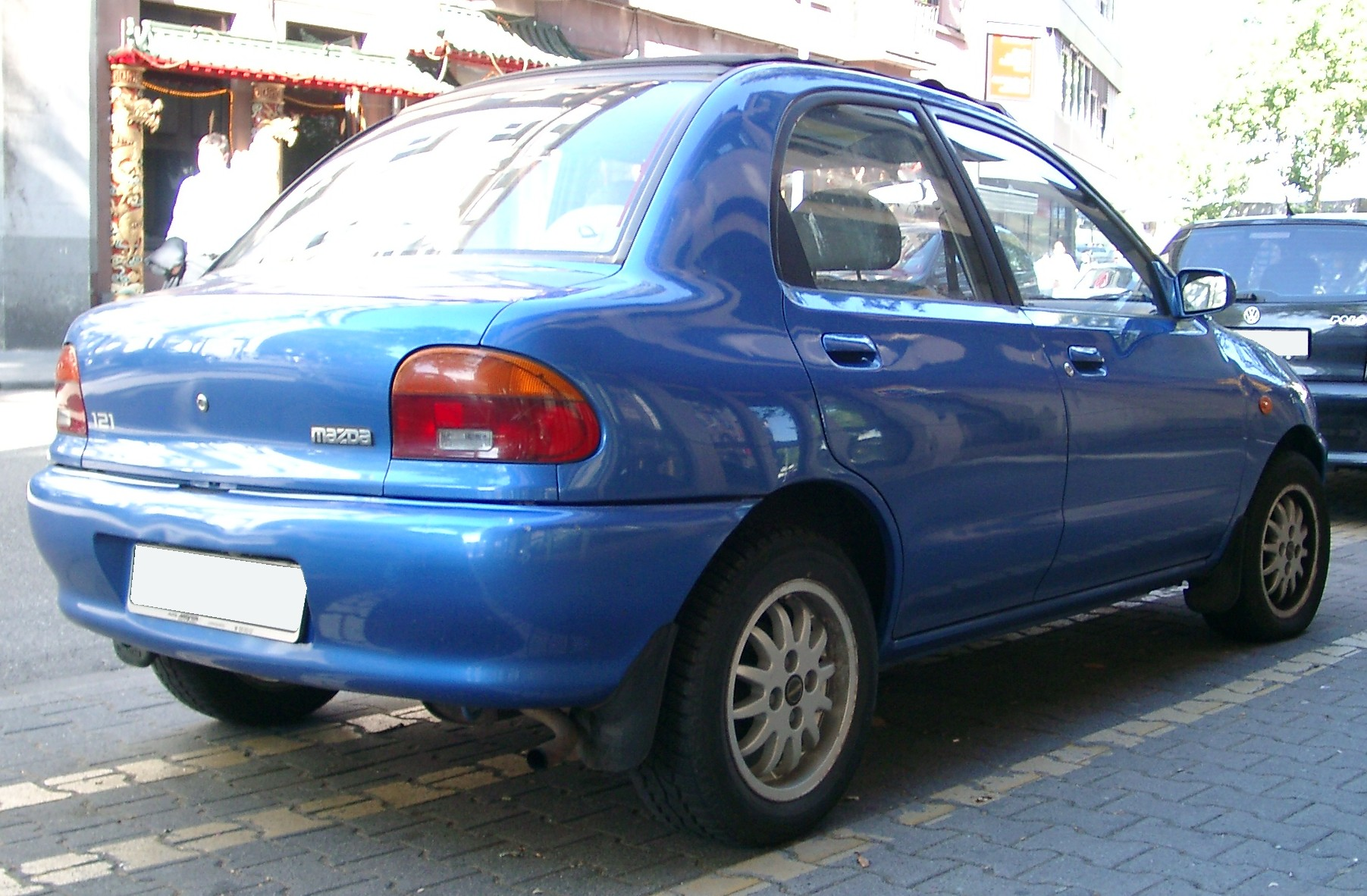
馬自達121車尾（歐規）
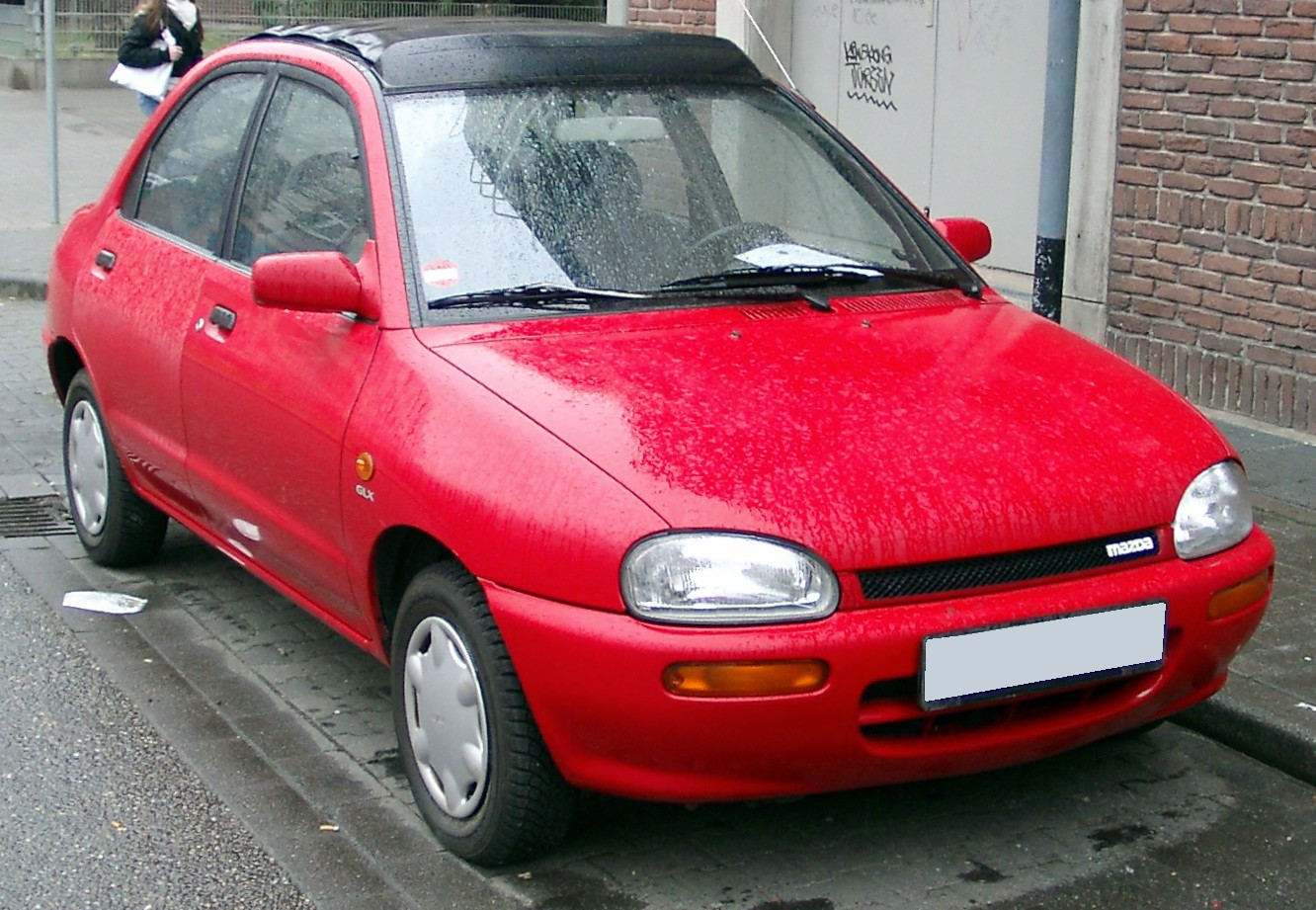
馬自達121車頭（歐規）
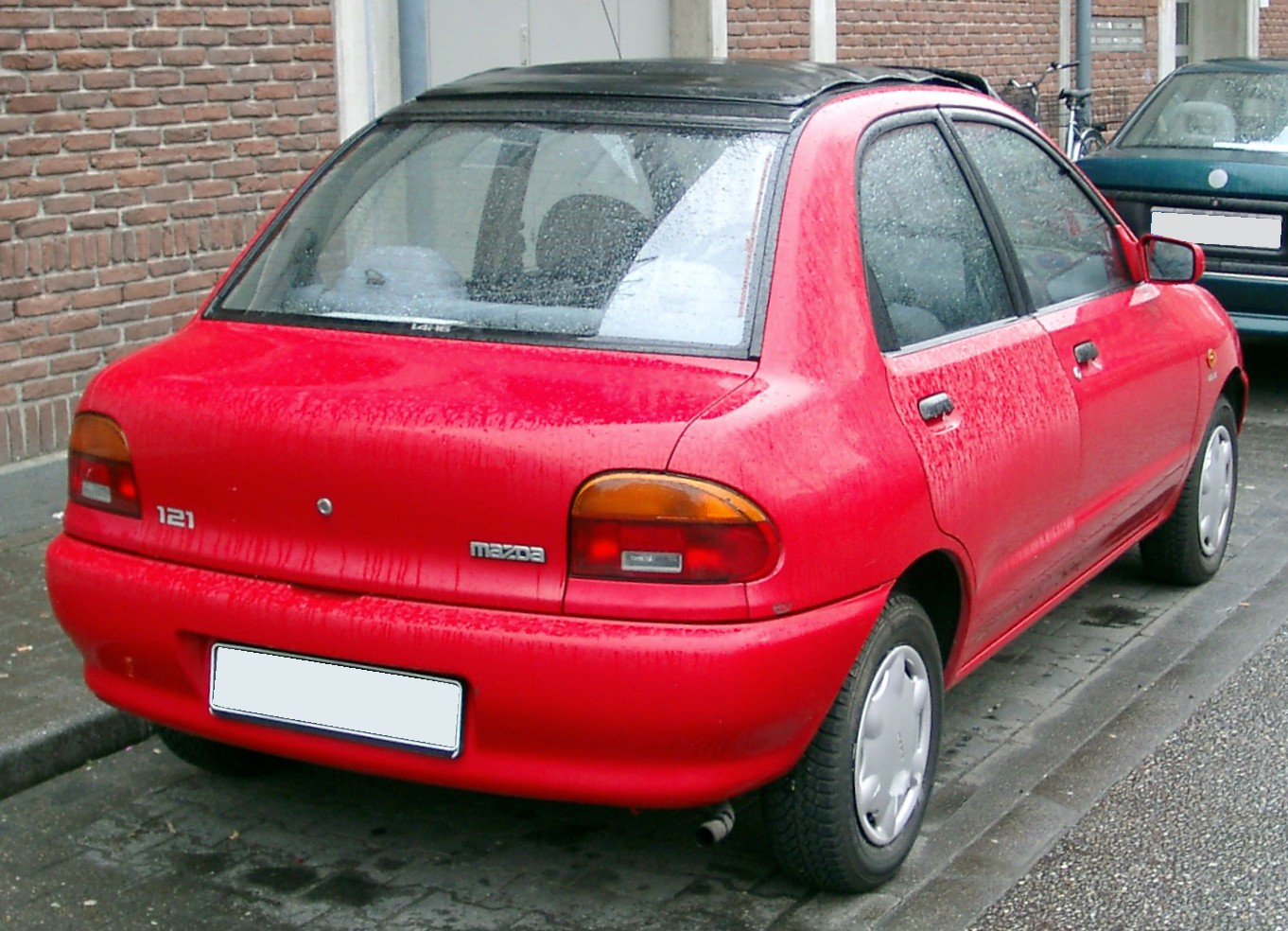
馬自達121車尾（歐規）

## 外部連結
- （日語）Gazoo.com - 1990年 オートザム レビュー